# Jan Matejko
Jan Alojzy Matejko (Krakkó, 1838. július 30. – Krakkó, 1893. november 1.) lengyel történelmi festő. Sokan a legnagyobb lengyel festőnek tartják. Nagy lelkesedéssel ábrázolta Lengyelország viszontagságos történetének jeleneteit. Rövidlátó volt, mégis fáradhatatlan megfigyelő, éles jellemző, koloritja ragyogó. Nagy festményein az alakok ábrázolása gyakran merev, akadémikus.

## Életpályája

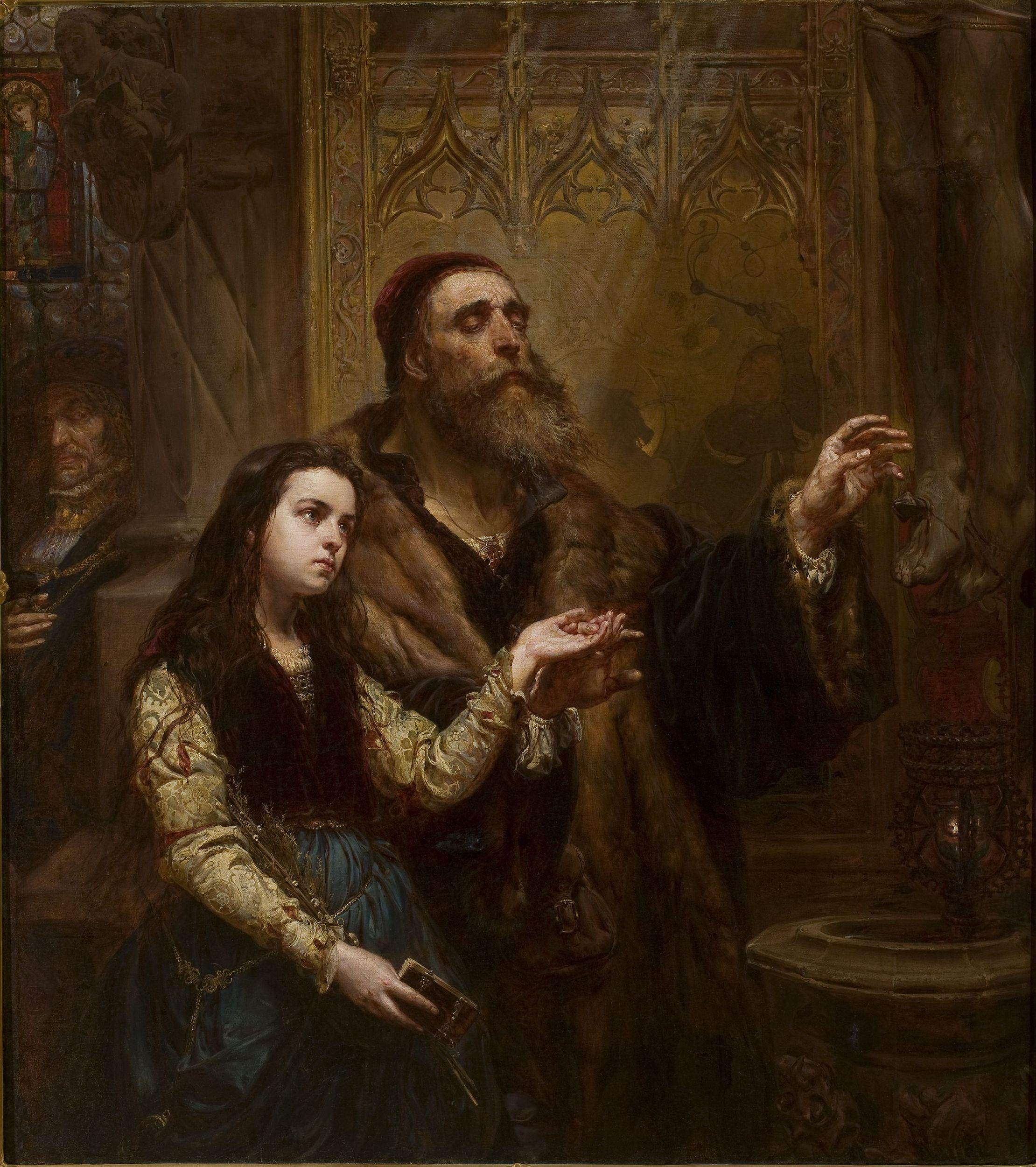
Veit Stoss a lányával, Jan Matejko festménye

Már 14 éves korában a krakkói művészeti iskola tanítványa lett és 1852-ben festette az első képét, I. Ferenc József király bevonulását Krakkóba; ezt követte: Vaszilij Sujszkij cár III. Zsigmond király előtt. 1858-ban ösztöndíjjal Münchenbe ment, ahol egy évet töltött folytonos munka közepette. Itt festette meg a Radziwiłł Barbara megmérgeztetését ábrázoló képet. 1859-ben hazatért, szorgalmasan foglalkozott történelmi tanulmányokkal is, amelyekről számos történeti és művelődéstörténeti rajz kiadása tanúskodik. 1860-ban rövid ideig Bécsben Christian Ruben tanárnak volt tanítványa. Itt kezdte el János Kázmér a bielany-i kolostor előtt nézi a város égését című képét. Hazatérése után a történeti képek hosszú sorozatát alkotta. Utazásokat tett Német-, Francia-, Olasz-, Orosz- és Törökországban. 1873-ban az újjászervezett krakkói művészeti iskola igazgatója már 1870-ben a becsületrend lovagja és a francia akadémia tagja lett. 1887-ben a Krakkói Egyetem tiszteletbeli doktorává tette meg.
A Rakowicki temetőben helyezték örök nyugalomra.

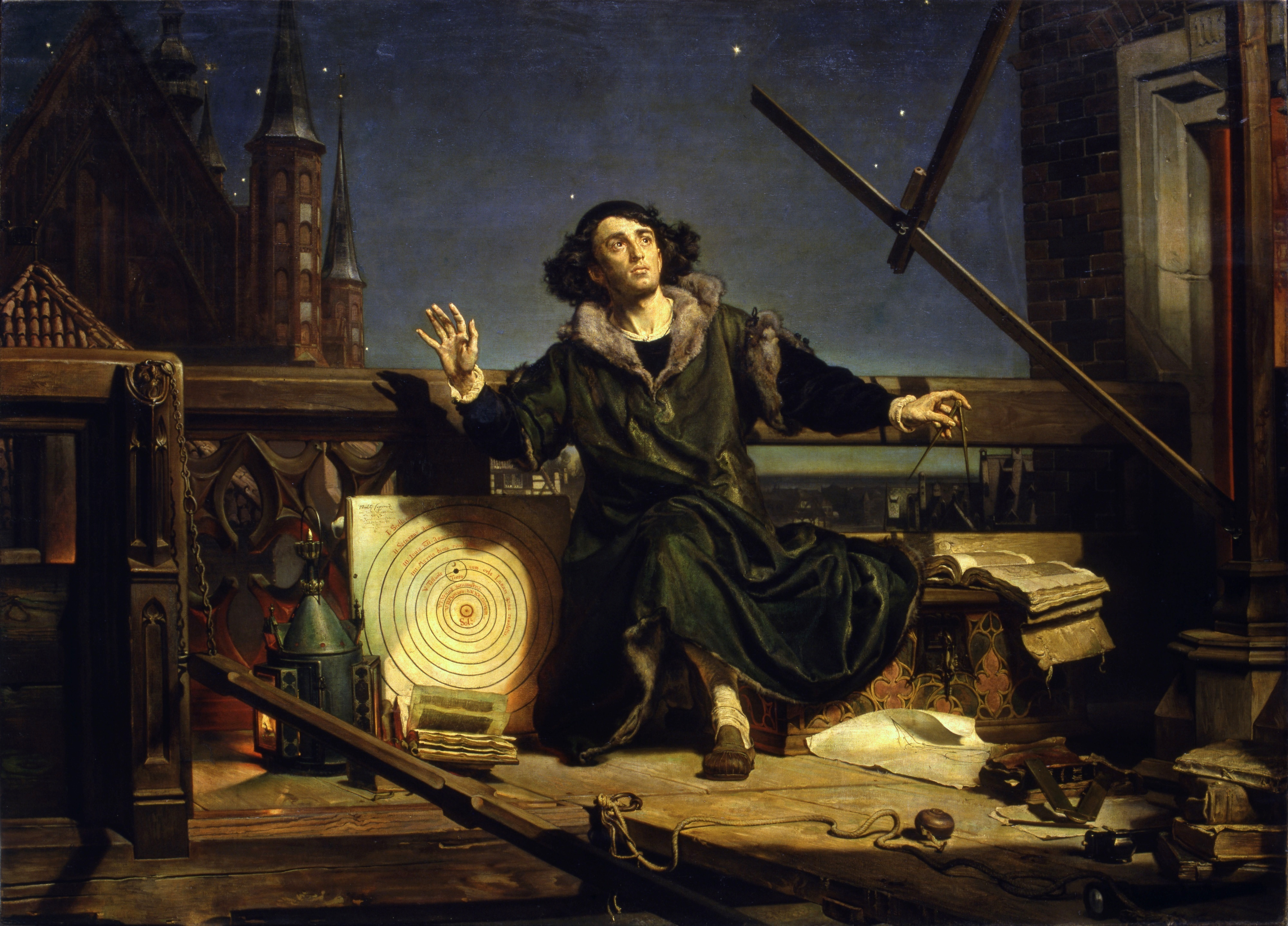
Jan Matejko: Kopernikusz csillagász, avagy beszélgetés Istennel (1873)

## Főbb művei
- Stańczyk (1862, varsói Nemzeti Múzeum)[1]
- Skarga prédikációja III. Zsigmond király előtt (1865)
- Rejtan a szejmen 1773. (1866)
- A lublini unió 1569 (1870, a galíciai tartomány-gyűlés épületében)
- Báthory István Pszkov előtt (1872)[2]
- Kopernikusz csillagász, avagy beszélgetés Istennel (1873, krakkói Jagelló Egyetem, Collegium Novum aulája)
- Rettenetes Iván (1875)
- A várnai csata (1879, Magyar Nemzeti Múzeum)
- Veit Stoss életéből vett több kép
- I. Miksa császár, I. Zsigmond lengyel király és II. Ulászló magyar király találkozása Bécsben 1515. (1880)[3]
- Porosz hódolat (1879-1882, krakkói Posztócsarnok Gyűjteménye)[4]
- Sobieski János Bécs alatt (1883, ajándék XIII. Leó pápa számára, a Vatikánban)
- Az orléans-i szűz (1885)
- Kościuszko Racławicénél (1888, krakkói Posztócsarnok Gyűjteménye)
- A zsidók befogadása Lengyelországban 1096. (1889)
- 1791. május 3-i alkotmány (1891, varsói Királyi palota Gyűjteménye)[5]

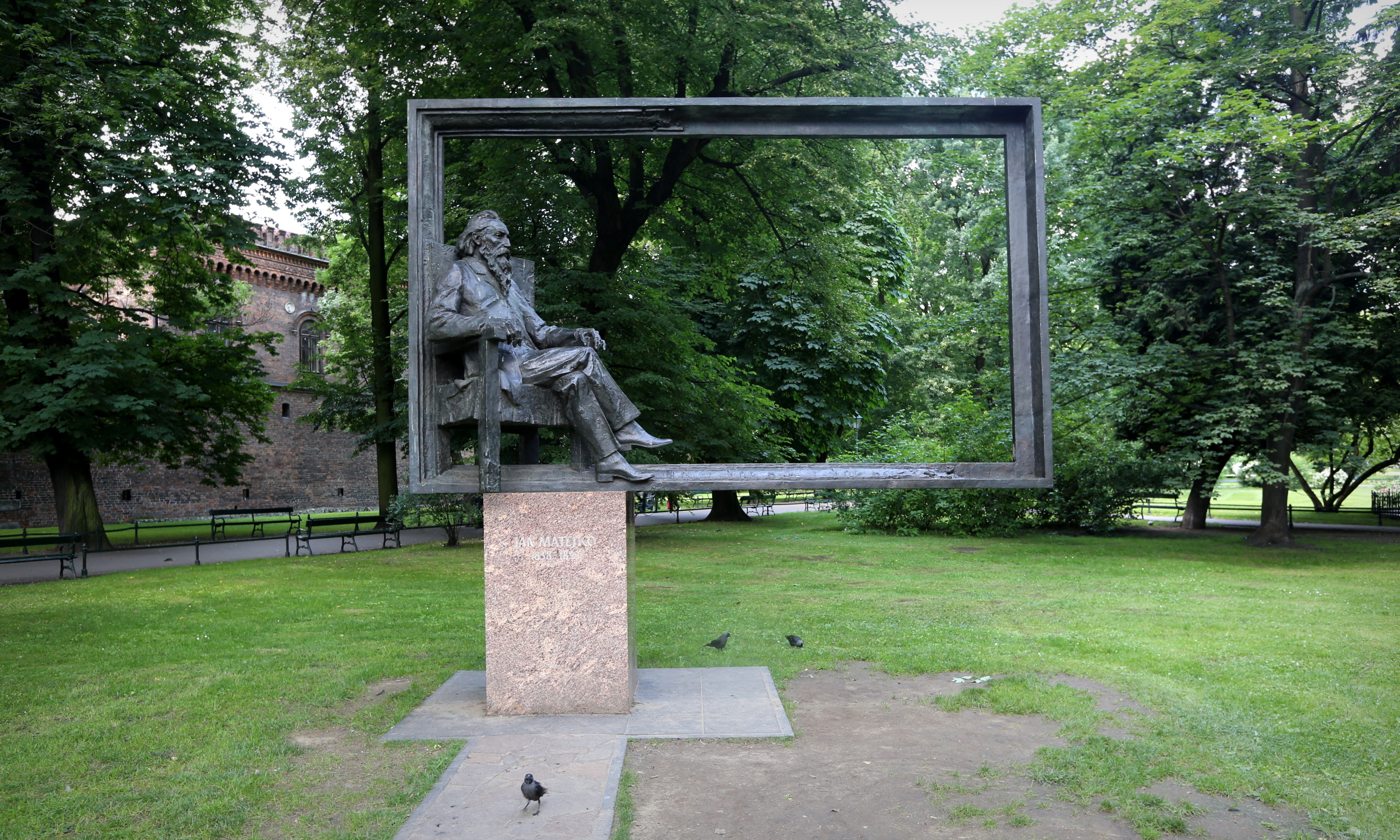
Matejko szobra Krakkóban

- Számos más férfi és női képmás.

## Lengyel nyelvű szakirodalom
- J. Bogucki, Matejko, Warszawa 1955.
- K. Krawczyk, Matejko i historia, Warszawa 1990.
- J. M. Michałowski, Jan Matejko, Warszawa 1979.
- M. Porębski, Malowane dzieje, Warszawa 1961.
- H. M. Słoczyński, Matejko, Wrocław 2000.
- M. Treter, Matejko. Osobowość artysty, twórczość, forma i styl, Lwów 1939.
- M. Zgórniak, Matejko w Paryżu, Kraków 1998.
- Sz. Kobyliński, Tajemnice Pocztu Matejki, Warszawa 1984